# المصينعة (السياني)

تعديل مصدري - تعديل

المصينعة هي إحدى قرى عزلة عميد الداخل بمديرية السياني التابعة لمحافظة إب، بلغ تعداد سكانها 697 نسمة حسب تعداد اليمن لعام 2004.